# Cryptonanus ignitus
Cryptonanus ignitus e изчезнал вид опосум от семейство Didelphidae. Видът е обитавал горите на провинция Хухуй, Северна Аржентина. Изчезването му се дължи на разрушаването на хабитата в резултат на изсичането на горите. За последен път е наблюдаван през 1962 г.